# 日星産業
日星産業株式会社（にっせいさんぎょう、英訳名：Nissei Corporation, Ltd.）は、日本の化学品を中心とする専門商社。日産化学グループ傘下。

## 概要
1932年（昭和7年）10月、日産化学工業（現・日産化学）の関係会社として発足した株式会社文化農報社に源を発する。日産・日立グループの企業で構成される春光懇話会の会員会社（春光グループ）の一つである。

## 沿革

### 日星産業
- 1932年（昭和7年）10月21日 - 日産化学工業の関係会社として株式会社文化農報社が発足。資本金1万円。
- 1939年（昭和14年）8月 - ニッサン農事株式会社に商号変更、資本金も15万円に増資。
- 1942年（昭和17年）11月 - 日産化工商事株式会社と丸十物産株式会社を吸収合併。
- 1943年（昭和18年）3月 - 商号を日星産業株式会社に変更。
- 1961年（昭和36年）1月 - 株式会社日星サービス設立。
- 1991年（平成3年）2月 - 日産樹脂株式会社を吸収合併。

### 星和産業
- 1947年（昭和22年）11月 - 日産化学工業の子会社として星和産業株式会社発足。
- 1962年（昭和37年）12月 - 日星興業株式会社を吸収合併。
- 1975年（昭和50年）11月 - シンガポールに事務所設立。
- 1994年（平成6年）1月 - シンガポールの事務所を現地法人化し、SEIWA SANGYO PTE LTD.（現・NISSEI CORPORATION ASIA PACIFIC PTE. LTD.）を設立。

### 合併後
- 2002年（平成14年）10月 - 星和産業株式会社と日星産業株式会社が合併。資本金4億2,700万円。
- 2003年（平成15年）10月 - 上海事務所開設。
- 2004年（平成16年）4月 - 上海事業所現地法人化、日正井（上海）國際貿易有限公司設立。
- 2006年（平成18年）
  - 10月 - バンコク事務所開設。
  - 12月 - ジャカルタ事務所開設。
- 2007年（平成19年）7月 - ホーチミン市駐在事務所開設。
- 2008年（平成20年）6月 - デリーにインド事務所開設。
- 2012年（平成24年）
  - 3月 - バンコク事務所を現地法人化し、Nissei International (Thailand) Co., Ltd.を設立。
  - 6月 - ホーチミン市駐在事務所を現地法人化し、Nissei Corporation (Vietnam) Co., Ltd.を設立。

## 事業所
- 本社：東京
- 営業拠点：名古屋、大阪、福岡、富山
- 海外拠点：デリー、ジャカルタ

## 主な製品

### 化学品
- 化学品（アンモニア関連製品、硫酸製品、ソーダ・塩素関連製品、硫黄化合物、カルシウム化合物、リン化合物、無機薬品、無機粉体、高圧ガス、高級アルコール、アルキルベンゼンスルホン化物合成脂肪酸、有機薬品、溶剤）、油脂・油剤（脂肪酸、金属石鹸、グリセリン、硬化油、天然高級アルコール、脂肪酸誘導体）、界面活性剤、エネルギー

### ファインケミカル
- ファインケミカル（無機ファイン製品、有機ファイン製品、無機ファイン製品、建設化学品）、セラミック（原料、耐火物バインダー）、鋳造資材、金属表面処理剤、水処理剤・トイレタリー関連、医薬品、農薬原体及び中間体、健康食品、触媒

### 合成樹脂
- コンパウンド、添加剤、工業用資材、医療関連、包装資材、土木・グリーン資材、農水産資材、シート・フィルム資材、生活・レジャー、半導体関係

### Adblue事業
- Adblue（アドブルー）低公害技術「尿素SCR」専用尿素水溶液

## 関係会社
- 日星サービス
- NISSEI CORPORATION ASIA PACIFIC PTE. LTD.（シンガポール）
- Nissei International (Thailand) Co., Ltd.（タイ）
- Nissei Corporation (Vietnam) Co., Ltd.（ベトナム）
- 日正井（上海）國際貿易有限公司（中国）
- 台灣日星產業股份有限公司(台湾）